# 白鴿角岩
白鴿角岩（英語：Cape-Pigeon Rocks），是南極洲的岩石，位於喬治五世地，處於加內特角以南6公里的瓦特灣西部，由澳大拉西亞探險隊發現，現時由南極條約體系管理。